# Mircea Romașcanu
Mircea Romașcanu (nascido em 11 de março de 1953) é um ex-ciclista romeno. Nos Jogos Olímpicos de Verão de 1980 em Moscou, competiu na prova de estrada individual.